# آر.ای. سالواتوره
 آر. ای. سالواتوره (انگلیسی: R. A. Salvatore؛ زادهٔ ۲۰ ژانویهٔ ۱۹۵۹) یک نویسنده اهل ایالات متحده آمریکا است.